# Mahunkobates singularis
Mahunkobates singularis är en kvalsterart som beskrevs av Calugar 1989. Mahunkobates singularis ingår i släktet Mahunkobates och familjen Hermanniellidae. Inga underarter finns listade i Catalogue of Life.